# Comuna Enichioi, Cantemir
Comuna Enichioi este o comună din raionul Cantemir, Republica Moldova. Este formată din satele Enichioi (sat-reședință), Bobocica, Floricica și Țolica.

## Demografie
Conform datelor recensământului din 2014, comuna are o populație de 1.776 de locuitori. La recensământul din 2004 erau 1.917 locuitori.

## Administrație și politică
Componența Consiliului local Enichioi (9 consilieri), ales la 5 noiembrie 2023, este următoarea:
|  | Partid                                | Consilieri | Componență | Componență | Componență | Componență |
|  | ------------------------------------- | ---------- | ---------- | ---------- | ---------- | ---------- |
|  | Partidul Acțiune și Solidaritate      | 4          |            |            |            |            |
|  | Coaliția pentru Unitate și Bunăstare  | 2          |            |            |            |            |
|  | Partidul Democrația Acasă             | 2          |            |            |            |            |
|  | Partidul Liberal Democrat din Moldova | 1          |            |            |            |            |